# Автомобиль на природном газе
Автомобиль на природном газе (англ. Natural gas vehicle) — автомобиль, в качестве газомоторного топлива использующий только метан: либо природный газ (ископаемый), либо биометан; либо в компримированном, то есть сжатом (КПГ), либо в сжиженном (СПГ), либо в абсорбированном (АПГ) виде.
Сжиженные углеводородные газы (СУГ) не относятся к этому виду топлива, поскольку представляют собой пропан-бутановую смесь.
Мировыми лидерами по количеству автомобилей на природном газе (включая биометан) являются: Иран — 3,3 миллиона автомобилей, Пакистан — 3,1 миллиона автомобилей, Аргентина — 2,17 миллиона автомобилей, Бразилия — 1,73 миллиона автомобилей, Индия — 1,50 миллиона автомобилей. Азиатско-Тихоокеанский регион лидирует по количеству автомобилей на природном газе с 8,45 миллионами автомобилей, за ним идет Латинская Америка с 4,43 миллионами автомобилей. 90 % автомобилей на природном газе в Латинской Америке двухтопливные — они могут использовать в качестве моторного топлива как компримированный природный газ (метан), так и бензин.
Большинство автомобилей с бензиновым двигателем могут быть переоборудованы на использование метана в качестве моторного топлива, и после переоборудования становятся двухтопливными. Лёгкий коммерческий транспорт с дизельными двигателями также могут быть переоборудованы под использование метана в качестве моторного топлива — автомобиль будет работать на смеси дизельного топлива и метана в процентном соотношении 60 % дизеля к 40 % метана. Также большинство мировых автоконцернов выпускают новые автомобили на природном газе. Также российские автопроизводители выпускают автомобили на природном газе: это ГАЗ с моделью Газель.
Автомобильные газозаправочные станции компримированного природного газа могут быть построенные везде, где существуют магистральные газопроводы. Такая станция представляет собой мини-завод по сжатию природного газа. В баллонах автомобиля компримированный природный газ находится под давлением 200 атмосфер.

## КПГ и СПГ
Между КПГ и СПГ, которые используются в качестве моторного топлива, существуют технологические различия. КПГ, компримированный природный газ — это сжатый газ, находящийся под давлением в 200—250 атмосфер. В качестве бака для него используют цельнометаллические или металлопластиковые баллоны.
Сжиженный природный газ — это природный газ, который был охлажден до состояния криогенной жидкости. СПГ в три раза плотнее, чем КПГ. Из-за своего криогенного состояния, СПГ хранится в специальных изолированных (но не герметично) резервуарах — сосудах Дьюара. В них устанавливается испаритель, который превращает СПГ в газ для топливной системы.
Всего в России к концу 2013 года было зарегистрировано 86012 автомобилей, использующих КПГ в качестве моторного топлива. Большинство автомобилей, использующих КПГ в России — это лёгкий коммерческий транспорт. Наиболее развито использование КПГ в Южном федеральном округе. Большинство автомобилей на КПГ в России — это переоборудованные двухтопливные автомобили. С 2013 года компания «Газпром нефть» внедряет программу по увеличению количества автомобилей, использующий метан в качестве автомобильного топлива.

## АПГ
Проводятся эксперименты по хранению газа в форме, известной как абсорбированный природный газ (АПГ/ANG) — когда природный газ сорбируется пористым поглотителем с высокой площадью поверхности (напр. активированный уголь) при температуре окружающей среды и относительно низком давлении (10—60 бар, то есть давление в газопроводах). Таким образом решаются основные присущие газовому топливу проблемы — как очень высокого давления (у КПГ), так и очень низкой температуры (у СПГ). При этом топливо хранится с такой же или большей плотностью энергии, чем у КПГ. Это означает, что транспортные средства могут заправляться по сути непосредственно от трубопроводной газовой сети, без дополнительного сжатия газа, а топливные баллоны могут быть уменьшены и изготовлены из более легких и слабых материалов.
Количество сорбированного газа зависит от давления, температуры и типа сорбента. Поскольку процесс поглощения является экзотермическим, увеличение давления или снижение температуры повышают его эффективность.
Для увеличения емкости хранилища природного газа можно сочетать технологии АПГ и КПГ. В этом процессе, известном как АПГ высокого давления, или АКПГ, резервуар для КПГ заполняется каким-либо сорбентом, и накапливает закачиваемый в него под высоким давлением природный газ.
В настоящее время исследователи разрабатывают новые сорбенты с более высоким коэффициентом поглощения для оптимизации этого процесса, например, такие как углерод растительного происхождения и MOF (металл-органические каркасные структуры).